# Вакцина Zifivax против COVID-19
«Zifivax» (ZF2001), торговое название «RBD-Dimer» — рекомбинированная вакцина против COVID-19, разработанная компанией Anhui Zhifei Longcom в сотрудничестве с Институтом микробиологии Китайской академии наук. В декабре 2020 года вакцина прошла III стадию испытаний, в которой приняли участие 29 тысяч добровольцев в Китае, Эквадоре, Малайзии, Пакистане и Узбекистане.
ZF2001 использует технологию, аналогичную другим вакцинам на основе белка. Вакцину вводят в 3 дозы в течение 2 месяцев.
ZF2001 сначала была одобрена для использования в Узбекистане, а затем в Китае. Ожидается, что производственная мощность составит один миллиард доз в год. Результаты II фазы испытаний, опубликованные в The Lancet показали, что уровень сероконверсии нейтрализующих антител составляет от 92 % до 97 %.

## Разработка и исследования

### Клинические испытания

#### Испытания и результаты I и II фазы клинических испытаний
В июне Longcom сообщили о старте клинического исследования I фазы данной вакцины с участием 50 испытуемых в возрасте от 18 до 59 лет.
В июле Longcom начал двойное слепое плацебо-контролируемое исследование II фазы с участием 900 человек. В августе было начато дополнительное исследование II фазы с 50 участниками в возрасте 60 лет и старше.
В результатах исследования II фазы, опубликованных в The Lancet уровни сероконверсии нейтрализующих антител после второй дозы составили 76 % (114 из 150 участников) в группе 25 мкг и 72 % (108 из 150) в группе 50 мкг. При схеме с тремя дозами сероконверсия нейтрализующих антител после третьей дозы составляла 97 % (143 из 148 участников) в группе 25 мкг и 93 % (138 из 148) в группе 50 мкг.

## III фаза клинических исследований
В декабре Longcom начал III фазу клинических испытаний с участием 29 000 добровольцев.
В декабре малайзийская компания MyEG объявила о проведении III фазы испытаний. Если испытания пройдут успешно, MyEG будет единственным дистрибьютором ZF2001 в Малайзии в течение 3 лет.
В декабре в Узбекистане начались клинические испытания III фазы ZF2001 с участием 5000 добровольцев в возрасте от 18 до 59 лет.
В декабре министр здравоохранения Эквадора Хуан Карлос Зеваллос объявил, что в исследованиях III фазы будут участвовать от 5000 до 8000 добровольцев.
В феврале Управление по регулированию лекарственных средств Пакистана (DRAP) одобрило испытания III фазы с участием примерно 10 000 человек.
Обсуждения начала испытаний III фазы также ведутся в Индонезии.

## Эффективность против разных штаммов
В феврале лабораторные исследования двенадцати образцов сыворотки, взятых у реципиентов BBIBP-CorV и ZF2001, показали нейтрализующую активность против бета-штамма, хотя и с меньшей активностью, чем против исходного вируса.

## Ограничение эффективности и безопасность
Вместо того, чтобы вводить целый вирус, субъединичные вакцины содержат вирусные частицы, специально отобранные для стимуляции иммунного ответа. Поскольку фрагменты не способны вызывать заболевание, субъединичные вакцины считаются очень безопасными. Широко применяемые субъединичные вакцины включают вакцину против гепатита В и вакцину против коклюша. Однако, поскольку в вакцину включено лишь несколько вирусных компонентов, что не отражает всей сложности вируса, их эффективность может быть ограничена.

## Использование вакцины
1 марта 2021 года Узбекистан одобрил ZF2001 (под торговым наименованием ZF-UZ-VAC 2001) после того, как принял участие в III фазе клинических испытаний. В марте Узбекистан получил 1 миллион доз и начал вакцинацию в апреле. К маю в общей сложности было доставлено 3 миллиона доз.
15 марта Китай одобрил ZF2001 для использования в чрезвычайных ситуациях после того, как вакцину одобрил Узбекистан.